# Fundamental Katalog
El Fundamental Katalog (del alemán, catálogo fundamental) es una serie de seis catálogos astronómicos de datos de alta precisión posicional de una pequeña selección de estrellas ("estrellas fundamentales"), que definen el marco de referencia celestial de éstas, el cual es básicamente un sistema estándar de coordenadas celestes.

## Historia de la publicación
Los seis volúmenes de la serie de catálogos fundamentales son los siguientes:
- El Catálogo Fundamental (Fundamentalkatalog für Zonenbeobachtungen am Nördl. Himmel , FC) compilado por Auwers y publicado en dos volúmenes. El primer volumen, publicado en 1879, contiene 539 estrellas. El segundo volumen, publicado en 1883, contiene 83 estrellas del cielo del sur.[1]

- El Nuevo Catálogo Fundamental (Neuer FK Berliner Astr.Jahrbuch nach den Grundlagen von Auwers, NFK) fue compilado por J. Peters y contenía 925 estrellas.[1]

- El Tercer Catálogo Fundamental (Dritter Fundamentalkatalog des Berliner Astronomischen Jahrbuchs, FK3) fue compilado por Kopffy publicado en 1937, con un suplemento en 1938.[1]

- El Cuarto Catálogo Fundamental (Fourth Fundamental Catalogue, FK4) se publicó en 1963 y contenía 1.535 estrellas en varios equinoccios desde 1950.0.
  - El Suplemento del Cuarto Catálogo Fundamental ( Fourth Fundamental Catalogue's Supplement, FK4S) fue una enmienda a FK4 que contiene otras 1987 estrellas.[1]

- El Quinto Catálogo Fundamental ( Fifth Fundamental Catalogue, FK5) fue una actualización del FK4 realizada en 1988, con nuevas posiciones para las 1535 estrellas. Fue reemplazado por el Marco de Referencia Celestial Internacional (International Celestial Reference Frame, ICRF) basado en cuásares. Ejemplos: Iota Arietis se localizaba en FK5 2132, Alpha Arietis en FK5 74, Kappa Aurigae en FK5 1168.
  - La  Ampliación del Quinto Catálogo Fundamental (Fifth Fundamental Catalogue Extension, FK5), publicada en 1991, agregó 3.117 estrellas nuevas.

- El Sexto Catálogo Fundamental ( Sixth Fundamental Catalogue , FK6) es una actualización de 2000 de FK5 correlacionada con la ICRF a través del satélite  Hipparcos. Viene en dos partes: FK6(I) y FK6(III). FK6(I) contiene 878 estrellas y FK6(III) contiene 3272 estrellas..[2] Ambos son versiones actualizadas y modificadas de FK5 utilizando datos del Catálogo Hipparcos.[3][4]